# No se me quita
«No se me quita» es una canción del cantante colombiano Maluma en colaboración con Ricky Martin. La canción se estrenó por Sony Music Latin el 30 de agosto de 2019, como el cuarto sencillo del cuarto álbum de estudio de Maluma 11:11.

## Recepción crítica
Suzette Fernández de Billboard incluyó a «No se me quita como una de las cinco canciones recomendadas del álbum 11:11», comentando que: «Esta es la canción que se te quedará en la cabeza todo el día. La letra trata de pensar en una noche increíble con una persona y presenta ritmos urbanos muy suaves, pero su sonido pop te hará bailar».

## Vídeo musical
El video musical se estrenó junto con la canción el 30 de agosto de 2019. Fue filmado en Miami por Nuno Gomes, quien también dirigió los videos de los sencillos anteriores de Maluma «HP», «11 PM» e «Instinto Natural».  El clip muestra a los dos hombres caminando por la orilla y presenta a Maluma fingiendo ahogarse para recibir un beso de una socorrista.

## Posicionamiento en listas
| Listas (2019)                             | Mejor posición |
| ----------------------------------------- | -------------- |
| Argentina (Argentina Hot 100)             | 26             |
| Argentina (Monitor Latino)                | 2              |
| Bolivia (Monitor Latino)                  | 6              |
| Chile (Monitor Latino)                    | 1              |
| Colombia (Popnable)                       | 5              |
| Ecuador (National-Report)                 | 7              |
| Estados Unidos (Latin Digital Song Sales) | 19             |
| Guatemala (Monitec)                       | 14             |
| México Airplay (Billboard)                | 1              |
| Uruguay (Monitor Latino)                  | 4              |
| Venezuela (Record Report)                 | 4              |

## Certificaciones
| País (organismo certificador) | Certificación   | Unidades certificadas |
| ----------------------------- | --------------- | --------------------- |
| México (AMPROFON)             | 4x Platino      | 240 000               |
| Estados Unidos (RIAA)         | Platino (Latin) | 60 000                |